# جوب إي. ستيفنسون
جوب إي. ستيفنسون (بالإنجليزية: Job E. Stevenson)‏ هو محامي وسياسي أمريكي، ولد في 10 فبراير 1832 في الولايات المتحدة، وتوفي في 24 يوليو 1922 في نفس البلد. حزبياً، نشط في الحزب الجمهوري. وقد انتخب عضو مجلس النواب الأمريكي.